# 중추신경계 질환
중추신경계 질환(영어: central nervous system disease)은 중추신경계를 구성하는 뇌, 척수의 구조 또는 기능에 영향을 미치는 질병 또는 장애를 뜻한다.

## 징후 및 증상
모든 중추신경계 질환에는 각각 다른 징후와 증상이 있다. 이들 중 일부는 지속적인 두통이다. 또한 얼굴, 등, 팔, 다리의 통증, 집중 장애, 감각 상실, 기억 상실, 근력 상실, 떨림, 발작, 경련, 틱 증가, 마비, 어눌한 말투 등이 있다. 이러한 증후나 증상을 보이면 즉시 병원으로 가 치료를 받아야 한다.

## 원인

### 외상
모든 유형의 외상성 뇌 손상(TBI) 또는 척수 손상은 사람에게 광범위한 장애를 초래할 수 있다. 외상을 입은 뇌 또는 척수 부분에 따라 결과가 예견된다.

### 감염
전염병은 여러 가지 방법으로 전염된다. 이러한 감염 중 일부는 뇌나 척수에 직접 영향을 미칠 수 있다. 일반적으로 감염은 미생물이나 바이러스의 침입으로 인해 발생하는 질병이다.

### 퇴행성 질병
퇴행성 척추 질환은 척추의 기능 상실을 수반한다. 척수 및 신경에 대한 압력은 탈장 또는 디스크 변위와 관련이 있을 수 있다. 또한 뇌 퇴행은 중추신경계 질환(알츠하이머병, 파킨슨병, 헌팅턴병)과 관련이 있다. 연구에 따르면 비만인 사람들은 뇌에 심한 퇴행을 보일 수 있다.

### 구조적 결함
일반적인 구조적 결함에는 선천적 결함, 무뇌증, 요도밑열림증, 척추갈림증 등이 있다. 구조적 결함을 가지고 태어난 소아는 기형 사지, 심장 문제, 안면 이상을 가질 수 있다.

### 중추신경계 신생물
신생물은 신체 조직의 비정상적인 성장을 뜻한다. 처음에는 신생물이 양성일 수 있지만, 악성으로 변할 경우 암을 유발할 수 있다. 일반적으로 이는 세포 분열에 문제가 있을 때 발생한다. 또한 신체의 면역계에 문제가 있어도 신생물이 생길 수 있다.
자가면역질환는 면역계가 건강한 신체 조직을 공격하고 파괴하는 질환이다. 이는 신체 내의 단백질에 대한 내성 상실로 인해 발생하며, 그 결과 면역 세포가 이를 외부 물질로 인식하고 이에 대한 면역 반응을 유도한다.

### 뇌졸중
뇌졸중은 뇌로의 혈액 공급이 중단되는 질병이다. 뇌졸중은 혈전에 의해 혈관이 막히거나 혈관이 파열되어 혈액이 뇌로 새어나올 때 발생한다. 뇌가 충분한 산소와 혈액을 얻지 못하면, 뇌세포가 죽어 영구적인 손상을 입을 수 있다.

## 기능

### 척수
척수는 말초신경계의 감각의 수신을 전달한다. 또한 신체의 골격근, 심근, 민무늬근, 땀샘으로 운동 정보를 전달한다. 척수를 따라 총 31쌍의 척수신경이 있으며, 모두 감각 신경 세포와 운동 신경 세포로 구성된다. 척수는 척추에 의해 보호되며 말초신경계를 뇌에 연결되어 부 조정 센터 역할을 한다.

### 뇌
뇌는 인지의 유기적 기반 역할을 하며 신체의 다른 기관을 중앙 집중식으로 제어하는 기관이다. 뇌는 머리뼈에 의해 보호된다. 그러나 뇌가 손상되면 인지 및 생리 기능에 심각한 장애가 발생하거나 사망할 수 있다.

## 진단

### 중추신경계 질환의 유형

#### 중독
중독은 전사 및 후성유전적 메커니즘을 통해 발생하는 뇌의 보상 시스템 장애로, 만성적으로 높은 수준의 중독성 자극(모르핀, 코카인, 성교, 도박 등)에 노출되어 시간이 지남에 따라 발생한다.

#### 거미막 낭종
거미막 낭종은 뇌 또는 척수에서 발생할 수 있는 거미막 세포로 덮인 뇌척수액이다. 선천성 질환이며 어떤 경우에는 증상이 나타나지 않을 수 있다. 그러나 큰 낭종이 있는 경우 증상에는 두통, 발작, 운동 실조 (근육 조절 부족), 편마비 등이 포함될 수 있다. 대두증과 주의력결핍 과다행동장애(ADHD)는 소아에서 흔하며, 노인성 치매, 수두증(뇌척수액 역학의 이상) 및 요실금은 노인 환자에서 흔하게 발생한다.

#### 주의력결핍 과다행동장애 (ADHD)
주의력결핍 과다행동장애(ADHD)는 신경계의 유기적 장애이다. 신경전달물질인 도파민과 노르에피네프린은 주의력과 움직임을 조절하고 유지하는 역할을 한다. ADHD가 있는 많은 사람들은 성인이 되어서도 계속해서 증상을 보인다. 또한 주목할 만한 것은 루이 소체를 동반한 치매(DLB) 발병 위험이 증가하고, 주의력 결핍장애와 파킨슨병의 직접적인 유전적 연관성을 보이는 것이다.

#### 자폐증
자폐증은 제한적이고 반복적인 행동 패턴과 사회적 상호 작용과 의사 소통의 지속적인 결손을 특징으로 하는 신경 발달 장애이다.

#### 강경증
강경증은 통증에 대한 민감도 감소와 함께 움직이지 못하고고 근육 경직이 특징인 신경 장애이다. 강경증은 질병 자체가 아니라 신경계의 심각한 질병(파킨슨 병, 뇌전증 등)의 증상으로 간주된다. 이는 몇 분에서 몇 주까지 지속될 수 있다.

#### 뇌염
뇌염은 뇌의 염증이다. 일반적으로 이물질이나 바이러스 감염으로 인해 발생한다. 이 질병의 증상으로는 두통, 목 통증, 졸음, 메스꺼움, 열이 있다. 웨스트나일 바이러스에 의해 유발된 경우, 인간은 물론 새와 말에게 치명적일 수 있다.

#### 뇌전증 / 발작
뇌전증은 예측할 수 없고 심각하며 잠재적으로 치명적인 신경계 장애로, 뇌의 잘못된 전기적 활동의 결과 발생한다. 뇌전증 발작은 뇌의 비정상적, 과도한 신경 활동으로 인해 발생한다. 전 세계적으로 약 5천만 명이 뇌전증을 앓고 있으며 뇌전증의 거의 80%가 개발도상국에서 발생한다. 나이가 들어감에 따라 뇌전증이 더 흔해진다.

#### 감염
다양한 병원체(특정 바이러스, 박테리아, 원생동물, 곰팡이, 프리온)가 뇌나 척수에 악영향을 미치는 감염을 일으킬 수 있다.

#### 잠긴 증후군
의학적 상태 인 Locked-in 증후군은 일반적으로 뇌간 일부를 손상시키는 뇌졸중으로 인해 발생한다. 이 경우 신체와 대부분의 안면 근육이 마비되지만 의식이 유지되고 특정 안구 운동을 수행하는 능력이 보존된다.

#### 수막염
수막염은 뇌와 척수의 수막 (막)의 염증이다. 대부분 박테리아 또는 바이러스 감염으로 인해 발생한다. 발열, 구토 및 뻣뻣한 목은 모두 수막염의 증상이다.

#### 편두통
종종 여러 자율 신경계 증상과 관련하여 중등도에서 중증까지의 반복적 인 두통을 특징으로하는 만성적이고 종종 쇠약 해지는 신경장애이다.

#### 다발성 경화증
다발성 경화증(MS)은 만성 염증성 탈수초성 질환으로, 뉴런의 수초가 손상되었음을 의미한다. 다발성 경화증의 증상으로는 시각 및 감각 문제, 근력 약화, 온통 무감각 및 저림, 근육 경련, 협응력 저하, 우울증 등이 있다. 또한 다발성 경화증 환자들은 극심한 피로와 현기증, 떨림, 방광 누출을 보이는 것으로 보고되었다.

#### 골수 병증
골수 병증은 외상, 선천성 협착증, 퇴행성 질환 또는 추간판 탈출로 인해 발생할 수 있는 심한 압박으로 인한 척수 손상이다. 척수는 거의 전체 길이를 달리는 척추 내부에 수용된 신경 그룹이다.

#### 투렛
투렛 증후군은 유전적인 신경 장애이다. 조기 발병은 어린 시절일 수 있으며 신체적 및 언어적 틱 이 특징이다. 투렛병에는 종종 세 가지 장애 사이의 연관성을 나타내는 강박 장애와 ADHD의 증상이 모두 포함된다. 유전적 요인을 제외하고 투렛병의 정확한 원인은 알려져 있지 않다.

### 신경 퇴행성 장애

#### 알츠하이머
알츠하이머는 일반적으로 65세 이상의 사람들에게서 발견되는 신경 퇴행성 질환이다. 전 세계적으로 약 2,400만 명이 치매를 앓고 있는데, 이 사례의 60%는 알츠하이머로 인한 것이다. 궁극적인 원인은 알려져 있지 않다. 알츠하이머의 임상 징후는 점진적인 인지 저하이다.

#### 헌팅턴병
헌팅턴병은 유전되는 퇴행성 신경 장애이다. 신경 세포의 퇴행은 뇌 전체, 특히 선조체에서 발생한다. 비정상적인 움직임을 초래하는 점진적인 감소가 있다. 통계에 따르면 헌팅턴병은 서유럽 혈통의 100,000명당 10명에 영향을 미칠 수 있다.

#### 파킨슨병
파킨슨병(PD)은 신경계의 진행성 질환이다. 운동 능력과 언어에 영향을 미치는 도파민 생성 뇌 세포의 죽음으로 인해 발생한다. 증상에는 서민증(신체 움직임이 느림), 근육 경직 및 떨림이 포함될 수 있다. 행동, 사고, 감각 장애 및 때때로 동반 병적 피부 상태 지루성 피부염은 파킨슨병의 수많은 비운동 증상 중 일부에 불과하다. 파킨슨병, 주의력결핍 과잉행동장애 및 양극성 장애는 모두 서로 관련이 있는 것으로 보인다. 세 가지 신경계 장애 모두 정상 수준보다 낮은 수준의 도파민이 분비된다.

## 치료
중추 신경계 질환에 대한 다양한 치료법이 있다. 이는 수술에서 신경 재활 또는 처방 된 약물에 이르기까지 다양하다.
- 신경 퇴행성 질환
- 중추 신경계 감염 목록